# Harcledo plumipes
Harcledo plumipes är en kräftdjursart. Harcledo plumipes ingår i släktet Harcledo och familjen Eusiridae. Inga underarter finns listade i Catalogue of Life.